# 센트럴 세인트 마틴스
센트럴 세인트 마틴스 칼리지 오브 아트 앤드 디자인(Central Saint Martins College of Arts and Design, CSM)은 영국 런던에 위치한 예술대학이다. 이 대학은 유럽에서 가장 큰 규모의 예술대학인 런던 예술대학교 (University of the Arts London, UAL)를 구성하는 6개의 칼리지 중 하나이다.

## 역사

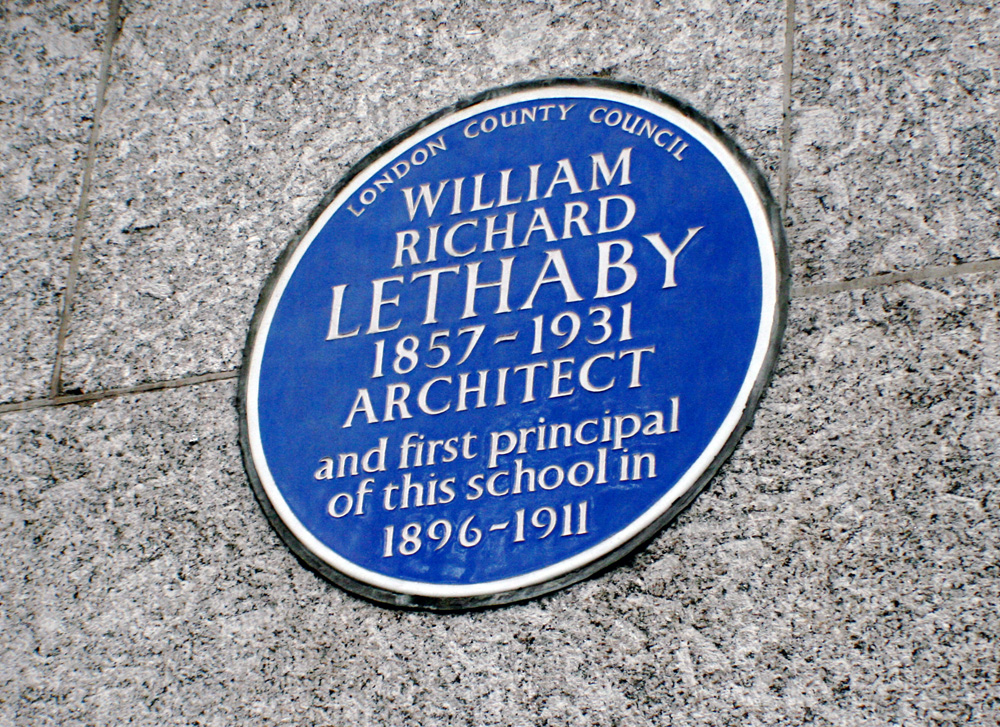
Central Saint Martins - William Lethaby Blue Plaque (2008)

센트럴 세인트 마틴은 1854년에 세워진 세인트 마틴 스쿨 오브 아트(Saint Martins School of Art)와 1896년에 세워진 센트럴 스쿨 오브 아트 앤 디자인(Central School of Art and Design)이 1989년에 합병하면서 현재의 이름이 되었다. 1963년에 세워진 드라마 센터 런던(Drama Centre London)이 1999년, 1910년 세워진 Byam Shaw School of Art(바이암 쇼 스쿨 오브 아트)가 2003년에 센트럴 세인트 마틴으로 합병하였다.
1986년 이후부터 세인트 마틴 스쿨오브 아트와 센트럴 스쿨 오브 아트 앤 디자인은 모두 이너 런던 에듀케이션 어소리티(Inner London Education Authority)가 설립한 런던 인스티튜트(London Institute)의 소속이었다. 2004년에 런던 인스티튜트가 런던 예술대학교(University of the Arts London, UAL)로 이름을 바꾼 뒤 현재까지 UAL에 소속된 6개의 컬리지 중 하나이다.

## 구성
크게 아래와 같이 총 8개의 프로그램으로는 구성되어 있으며 각 학부마다 다양한 전공이 개설되어 있다.
- 순수미술대학(Fine Art)
- 패션 및 섬유 디자인대학(Fashion and Textiles)
- 제품 및 산업디자인대학(Product, Ceramic and Industrial Design)
- 문화 및 상업대학(Culture and Enterprise)
- 그래픽 커뮤니케이션 대학(Graphic Communication Design)
- 공간 디자인대학(Spatial Practices)
- 3D 및 주얼리 디자인대학(3D and Jewellery)
- 드라마 센터 런던(Drama Centre London)

## 위치
이 대학은 영국 런던에 있으며 캠퍼스는 킹스크로스와 아치웨이 그리고 홀본에 위치하고있다.
도서관, 레서비 갤러리(Lethaby Gallery)와 드라마 센터 런던의 플랫폼 시어터(Platform Theatre)는 메인 캠퍼스인 킹스크로스에 위치한다.

## 수상 및 평가
패션 및 섬유디자인 분야에서 세계 최고의 학교로 평가 받고 있다. 전 세계 패션 디자인 학교의 랭킹을 부여 및 공개하는 Business of Fashion, BOF에서 2015년 학사 세계 1위, 석사 세계 2위로 랭크되었다. 영국의 정론지 더 가디언에서 공개한 2015년 랭킹에도 학사 세계 1위, 석사 세계 2위로 랭크되었다. 전 세계의 대학을 평가하는 World University에서는 센트럴 세인트 마틴이 소속된 런던 예술대학(UAL)을 예술 대학 분야 영국 2위, 전 세계 8위로 랭크 하였다.
1998년에는 여왕이 수여하는 Queen's Anniversary Prize를 영국의 패션 산업 발전에 기여함을 인정받아 수상하였고, 2013년에는 런던 예술대학교가 Queen's Anniversary Prize를 센트럴 세인트 마틴의 산업 및 제품 디자인 졸업생들의 공헌을 인정받아 수상하였다.

## 저명한 동문

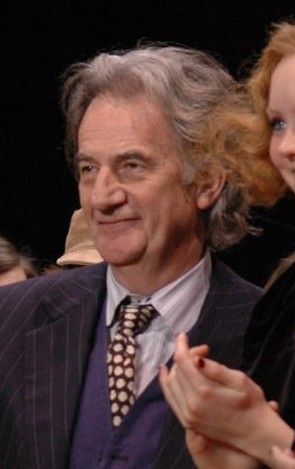
센트럴 세인트 마틴스 동문 - 폴 스미스

센트럴 세인트 마틴스의 수많은 동문들이 각 분야에서 활동하고 있으며, 그중 아래와 같이 저명한 동문들을 배출했다.
- 존 갈리아노
- 후세인 샬라얀 (Hussein Chalayan)
- 스텔라 매카트니
- 알렉산더 매퀸
- 폴 스미스
- 피어스 브로스넌
- 크리스토퍼 케인
- 루이즈 윌슨 (Louise Wilson)
- 피비 필로 (Pheobe Philo)
- 개러스 푸 (Gareth Pugh)
- 매슈 윌리엄슨 (Matthew Williamson)
- 세라 버턴 (Sarah Burton)
- 자비스 코커
- 조너선 손더스 (Jonathan Saunders)
- 크리스토퍼 섀넌 (Christopher Shannon)
- 엠아이에이 (M.I.A.)
- 길스 디콘 (Giles Deacon)
- 레이첼 쿠 (Rachel Khoo)
- 키시 셀 아웃 (Kissy Sell Out)
- 패리스 배드완 (Faris Badwan)
- 아이작 줄리언 (Isaac Julien)
- 리에 후
- 서배나 밀러 (Savannah Miller)
- 맥시밀리언 쿠퍼 (Maximillion Cooper)
- 프랭크 레더 (Frank Leder)
- 제이슨 브룩스 (Jason Brooks)
- 앤터니 곰리 (Antony Gormley)
- 조 라이트
- 제시카 브라운 핀들리
- 잠바티스타 발리 (Giambattista Valli)
- 샤데이 아두
- 캐서린 함네트 (Katharine Hamnett)
- 핸릭 빕스코브 (Henrik Vibskov)
- 톰 하디
- 에밀리아 클라크
- 마이클 패스벤더
- 러셀 브랜드
- 닐 배럿 (Neil Barrett)
- 아니타 팔렌베르크 (Anita Pallenberg)
- 콜린 퍼스
- 팔로마 페이스
- 그웬돌린 크리스티
- 존 허트
- 킴 존스 (Kim Jones)
- 폴 베터니
- 제이미 머리
- 앤서니 제임스 (Anthony James)
- 잭 포즌 (Zac Posen)
- 계한희 (Hanhee Kye)
- 제임스 다이슨 (James Dyson)
- 정혁서 (Hyuk-seo Jung)
- 키코 코스타디노브 (Kiko Kostadinov)